# Jay Brannan

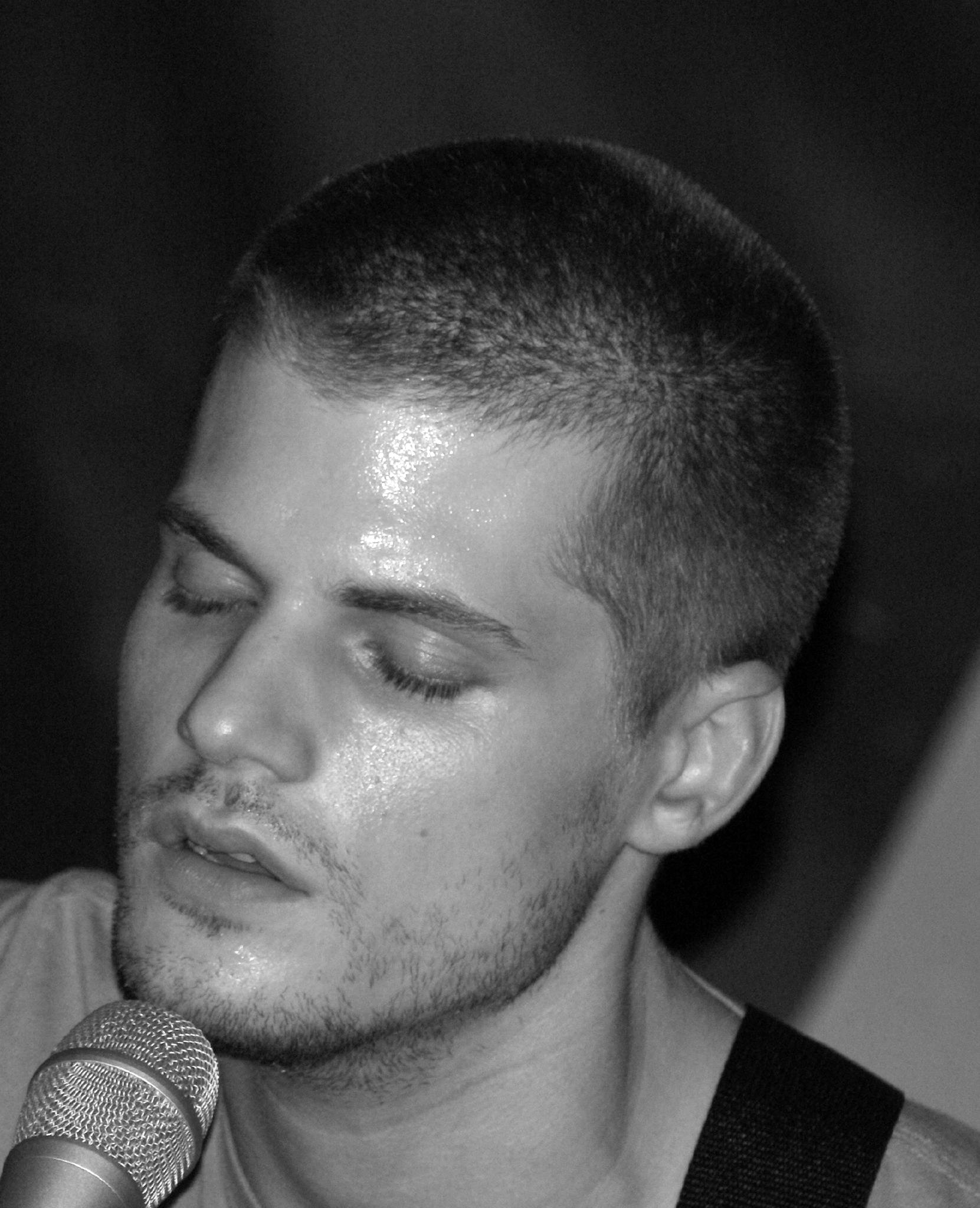
Brannan w trakcie występu

Jay Brannan (ur. 29 marca 1982 w Houston w Teksasie, USA) – amerykański wokalista, autor tekstów i aktor. Przez dwa semestry studiował aktorstwo na University of Cincinnati. Następnie przeniósł się do Kalifornii – najpierw do Palm Springs, a później do Los Angeles. Obecnie zamieszkuje Nowy Jork, gdzie w przeszłości mieszkał pięć lat.

## Kariera
Karierę muzyczną rozpoczął nagrywając piosenki we własnym domowym studio, a następnie umieszczając je na swojej prywatnej stronie w internetowym serwisie YouTube. W marcu 2007 roku odsprzedał cztery swoje utwory serwisowi MySpace. W następstwie powstało pierwsze EP Brannana Unmastered, a 25 sierpnia 2008 roku wydany został debiutancki, dziesięcioutworowy album artysty zatytułowany Goddamned. Album został wyprodukowany przez Willa Goldena, a jego oficjalną premierę poprzedzała premiera na iTunes, która miała miejsce 1 lipca. Na przełomie sierpnia i września 2008 roku odbyło się pierwsze ogólnoświatowe tournée Brannana.
Artyście przydzielono rolę Cetha w komediodramacie LGBT Shortbus Johna Camerona Mitchella (2006). Na soundtracku do filmu znalazł się utwór Brannana Soda Shop. Za rolę w tym filmie, wraz z innymi członkami obsady aktorskiej, otrzymał w 2006 roku nominację do nagrody Gotham Award. Kolejnym występem w filmie o tematyce LGBT była rola Jake’a, w którego Brannan wcielił się w dramacie Rossera Goodmana Holding Trevor (2007). Na ekranie towarzyszył Brentowi Gorskiemu. Zagrał też w horrorze Pocałunek potępionych (Kiss of the Damned, 2012), na planie partnerując Jonathanowi Caouette.
Jest zdeklarowanym gejem.